# Kvadrofoni
Kvadrofoni er et system til gengivelse af lyd, der anvender fire uafhængige højttalere placeret i fire hjørner i området, hvor lyden afspilles. Kvadrofoni blev udviklet til et forbrugerprodukt i 1970'erne, hvor der blev foretaget mange indspilninger af musik i det kvadrofoniske format. Kvadrofoni var den første type surround sound til forbruger markedet. 
Trods store forventninger til formatet blev det en kommerciel fiasko grundet bl.a. tekniske vanskeligheder, høje priser og vanskeligheder for forbrugerne i at udnytte formatets muligheder.